# Saghe dei Nart
Le saghe di Narti sono una serie di storie nate nel Caucaso, che formano la base mitologica delle tribù dell'area. Alcune sono solo delle storie, ma altre sono state importanti nella creazione di miti e di un'antica teologia.
Gli abcasi, i circassi, gli osseti e gli ubykh hanno delle versioni delle saghe dei Nart, il filo conduttore è il medesimo, ma le saghe spesso presentano particolari variati oppure omessi, altre volte la storia è ampliata con caratteri locali.

## Caratteristiche
I Nart erano un leggendario popolo di esseri umani dalle caratteristiche sovrumane come l'essere forgiati nel fuoco oppure l'essere capaci di vivere sul fondo del mare. Alcuni dei personaggi più importanti sono:
- Sosruko (lingua ubykh e lingua abcasa sawsərəqʷa, lingua osseta Soslan);
- Satanaya (lingua ubykh satanaja, lingua adyghe setenej, lingua osseta Satana), la madre dei Narti;
- Tlepsh (lingua abaza ɬapʃʷ), un maniscalco;
- Syrdon, comparato da Georges Dumézil alla figura nordica di Loki;
- Baoutch (lingua adyghe bəwkʾə).

Queste saghe presentano alcuni elementi in comune con la mitologia greca, come nel caso della storia di Prometeo incatenato nel monte Kazbek. Questi tratti comuni sono stati considerati come prova dell'esistenza di un'antichissima vicinanza tra i caucasici e i greci, vicinanza che è riscontrabile anche nel mito del vello d'oro: la regione della Colchide, meta finale del viaggio di Giasone e degli Argonauti, è oggi individuata nell'odierna Georgia o nell'attuale Abcasia.
Secondo Georges Dumézil, la divisione dei Narti in tre clan dimostrerebbe come anche i popoli proto-indoeuropei fossero suddivisi in tre caste: guerrieri, sacerdoti e mercanti, così come prevedeva la classica concezione indo-iranica di società costituita dai tre elementi: sapienza (magico religiosa), forza fisica (mostrata soprattutto come vigore in guerra), e prosperità economica.
Nel libro ''From Scythia to Camelot, C. Scott Littleton e Linda A. Malcor affermano che molti aspetti delle leggende arturiane derivino proprio dalle saghe dei Nar: secondo loro sarebbero stati gli alani (antenati degli osseti) a portare questi elementi in Europa quando migrarono in Francia, proprio nel tempo in cui si andarono formando le leggende su Artù.